# Лилијенфелд
Лилијенфелд град је у Аустрији, смештен у средишњем делу државе. Значајан је град у покрајини Доњој Аустрији, где је седиште истоименог округа Лилијенфелд.

## Природне одлике
Лилијенфелд се налази у средишњем делу Аустрије. Град је удаљен 80 км југозападно од главног града Беча.
Град Лилијенфелд се образовао у тзв. Воћарској четврти Доње Аустрије. Град се сместио у североисточном почетном делу Алпа (тзв. Предалпи), на приближно 380 m надморске висине. Подручје око града је планинско. Кроз град протиче река Трејзен.

## Становништво
| 1971. | 1981. | 1991. | 2001. | 2011. |
| ----- | ----- | ----- | ----- | ----- |
| 3.149 | 3.014 | 2.807 | 3.021 | 2.832 |

Данас је Лилијенфелд град са нешто мање од 3.000 становника. Последњих деценија број становника у граду се смањује.

## Галерија
- Градска римокатоличка црква - унутрашњост
- Главна улица
- Градска железничка станица